# 체르노모르스키구
체르노모르스키구(러시아어: Черноморский округ)는 1866년부터 1888년까지 존재했던 러시아 제국의 구로 행정 중심지는 노보로시스크이다. 1888년 3월 21일을 기해 쿠반주에 합병되면서 폐지되었으며 1896년 5월 23일에는 체르노모르스키현이 쿠반주에서 분리되어 신설되었다.